# 国道220号

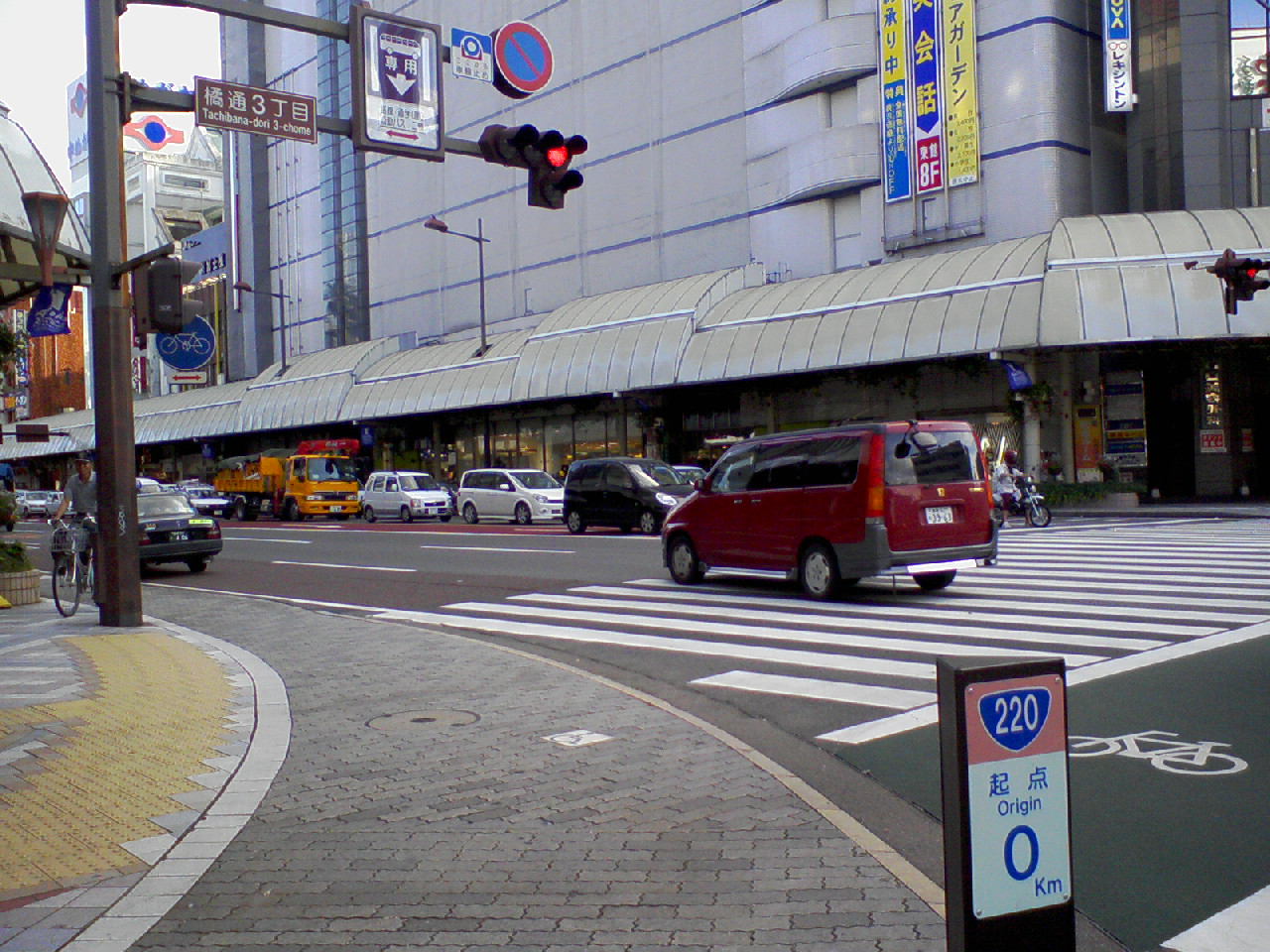
起点（宮崎市橘通3丁目交差点）

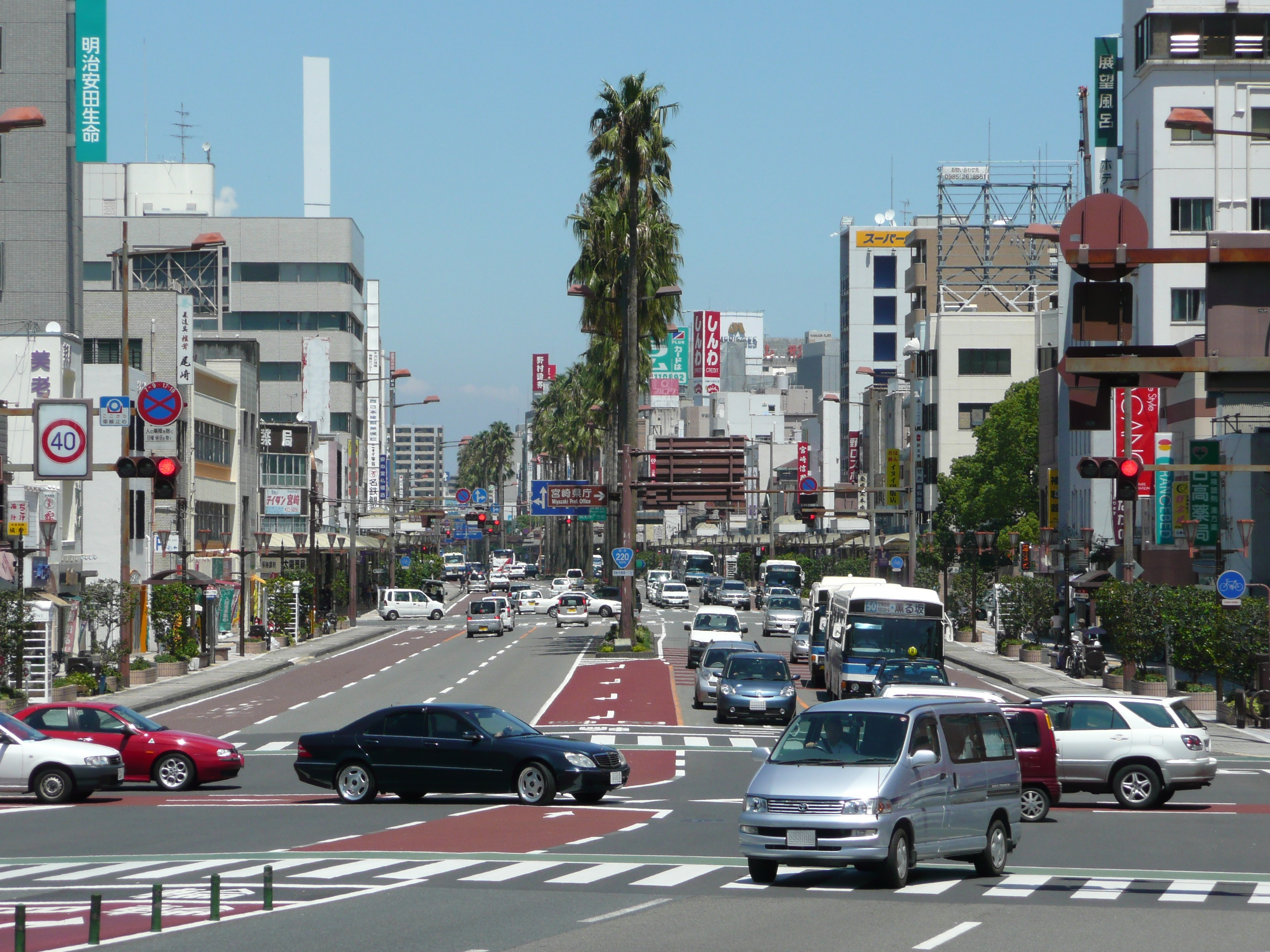
宮崎市橘通（市役所前交差点）

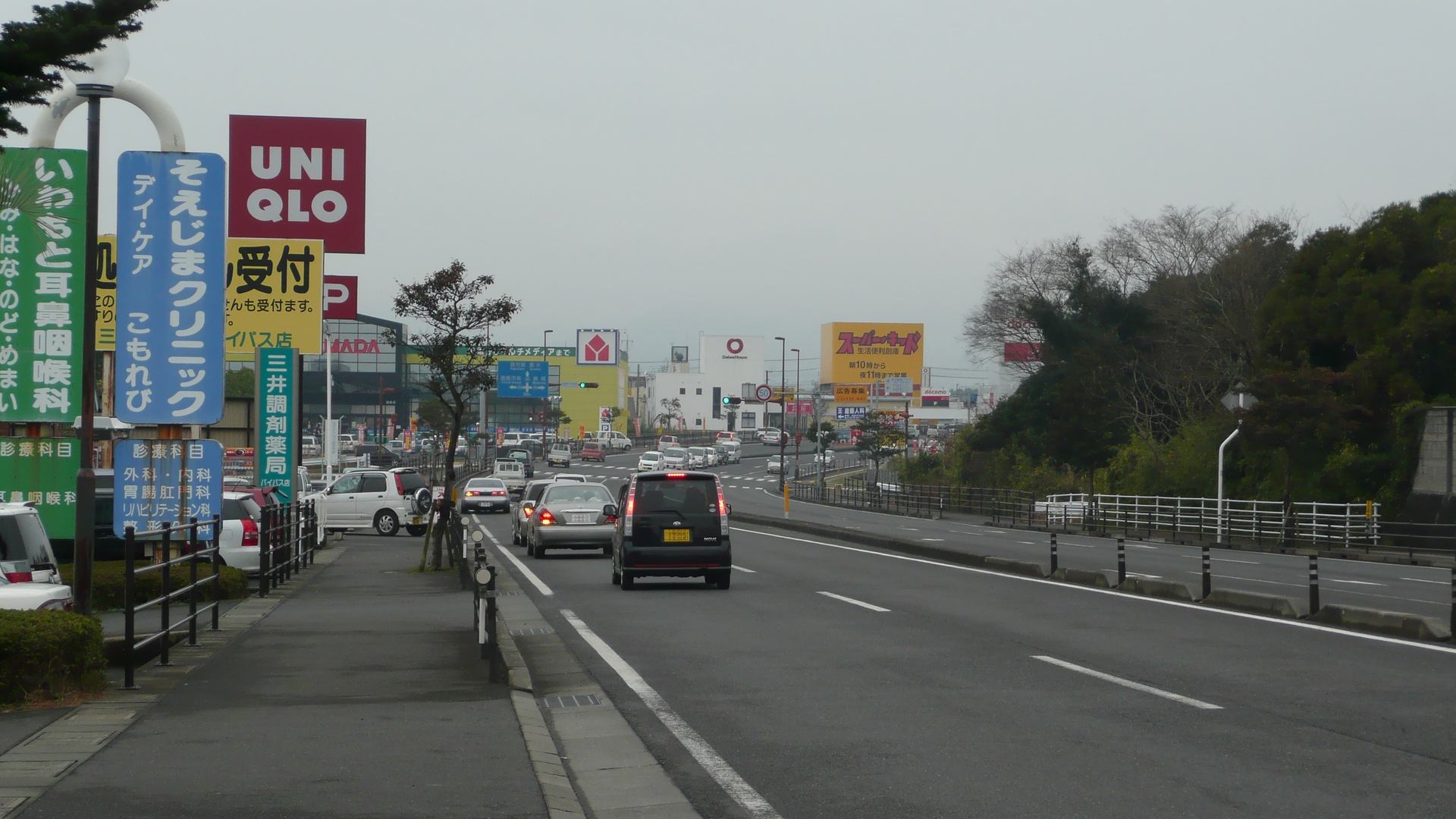
鹿屋バイパス・鹿屋市旭原町

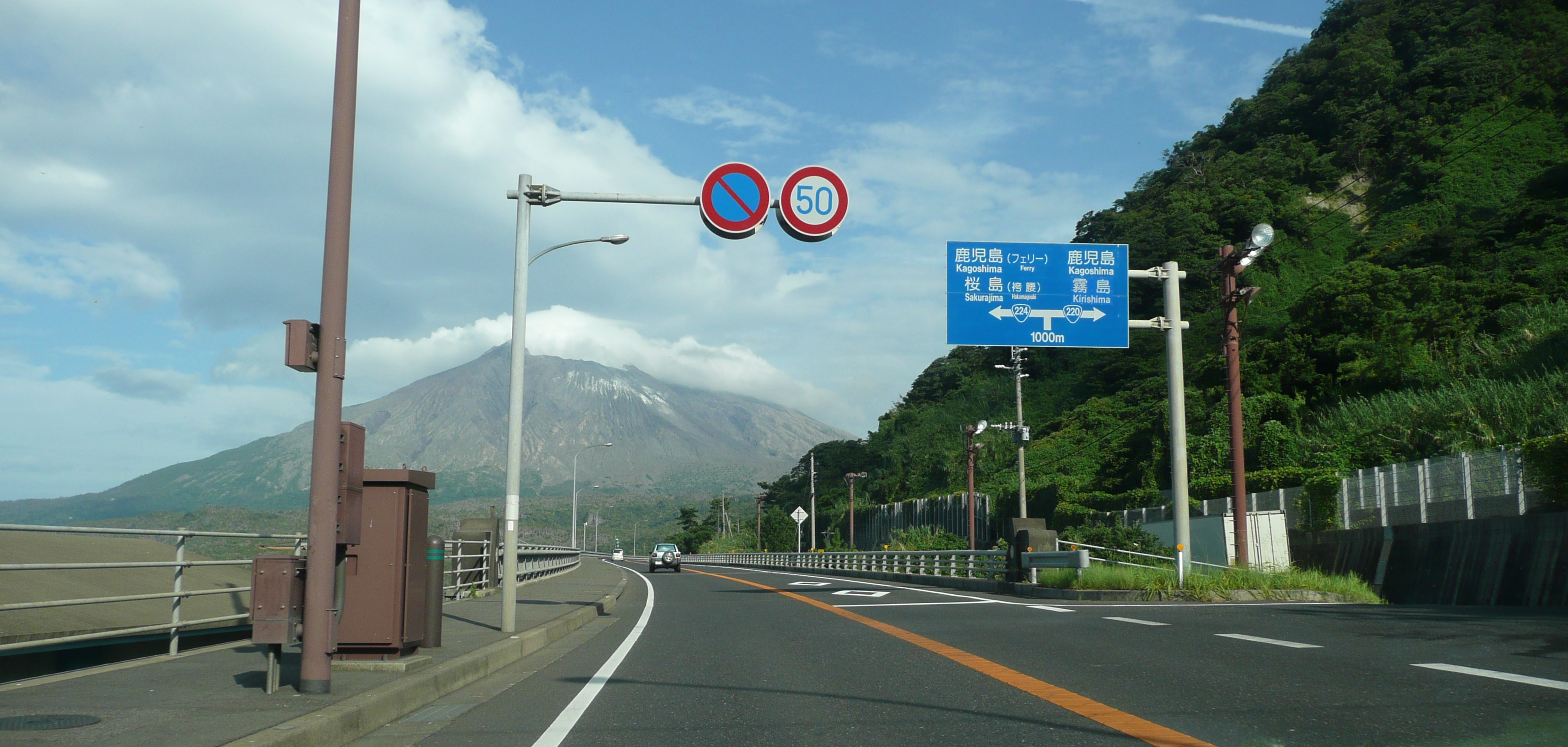
垂水市早崎

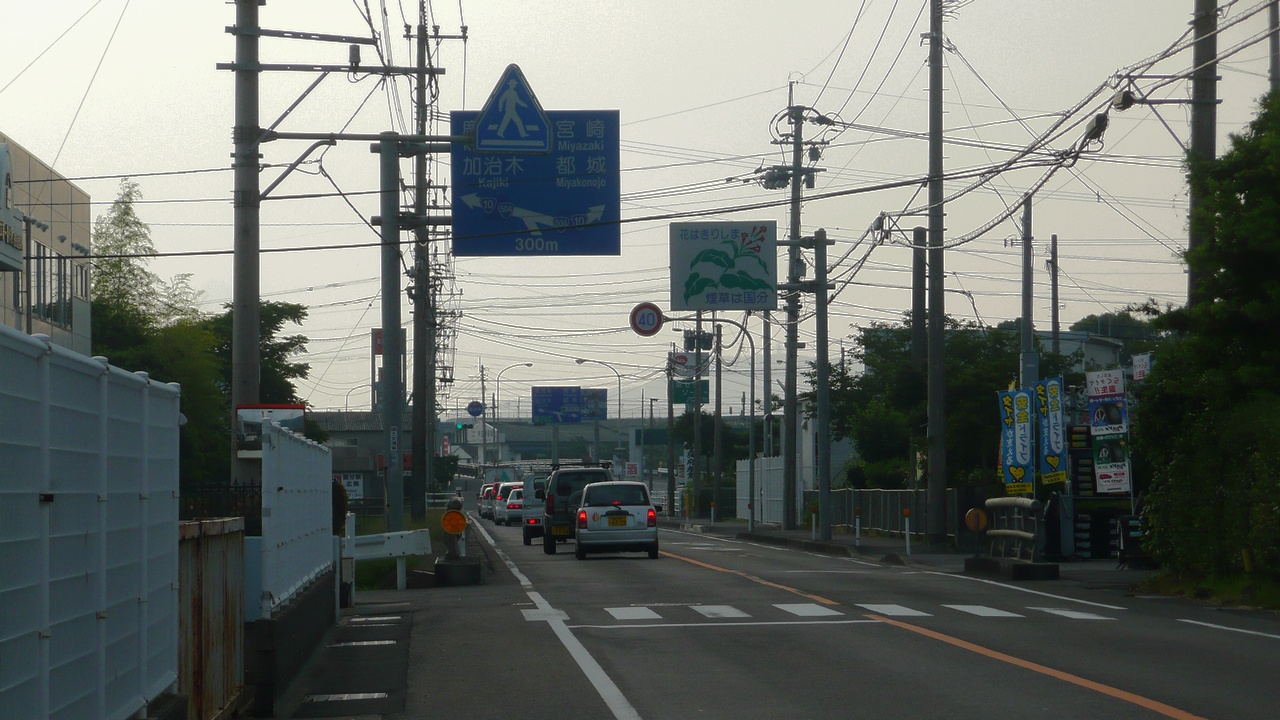
終点（霧島市国分敷根）

国道220号（こくどう220ごう）は、宮崎県宮崎市から日南市や鹿児島県鹿屋市を経由して、霧島市に至る一般国道である。

## 概要
宮崎市から日南海岸を経て大隅半島を横断し、桜島のある鹿児島湾に沿って霧島市とを結ぶ幹線道路。南九州の大動脈のひとつであり、全線が国土交通大臣が管理する指定区間である。
宮崎市の中心市街地、橘通り3丁目交差点を起点に南下し、大淀川に架かる橘橋を通過すると宮崎南バイパスとなる。
宮崎市加江田からは青島バイパス、堀切峠バイパスと続き、日南海岸沿いに南下する道路は別名日南海岸ロードパークまたは日南フェニックスロードとも呼ばれる。また日南海岸沿いが区間になっているため、宮崎県民には単に海岸線と呼ぶ人が少なくない。沿線にはサンメッセ日南、鵜戸神宮などの観光地があり、日本有数のツーリングスポットとしても知られている。1986年（昭和61年）に日南フェニックスロードが日本の道100選に選定され、2003年（平成15年）には宮崎県の広域観光ルート「ひむか神話街道」として指定された。また、宮崎市内はワシントンヤシ（ワシントニアパーム）やフェニックスの並木が植栽されており、南国情緒のある優れた街路樹景観が評価されて、読売新聞社選定の「新・日本街路樹100景」（1994年）のひとつにも選定されている。
日南市南郷町からは進路を西に変え都井岬をショートカットする峠越えルートで串間市中心部へ向かい、志布志湾沿いから大隅半島のシラス台地を西へ横断して、鹿屋市を経由。同市古江町からは鹿児島湾（錦江湾）岸沿いに北上して、桜島口を経て霧島市を走る国道10号と合流する終点・国分敷根交差点に至る。

### 路線データ
一般国道の路線を指定する政令に基づく起終点および重要な経過地は次のとおり。
- 起点：宮崎市（橘通3丁目交差点 = 国道10号交点、国道269号・国道448号・宮崎県道25号宮崎停車場線終点）
- 終点：国分市[注釈 3]（国分敷根交差点 = 国道10号交点）
- 重要な経過地：日南市、宮崎県南那珂郡南郷町[注釈 4]、串間市（北方）、鹿児島県曽於郡大崎町、鹿屋市、垂水市
- 総延長 : 187.3 km（宮崎県 88.2 km、鹿児島県 99.0 km）[6][注釈 5]
- 重用延長 : なし km[6][注釈 5]
- 未供用延長 : なし[6][注釈 5]
- 実延長 : 187.3 km（宮崎県 88.2 km、鹿児島県 99.0 km）[6][注釈 5]
  - 現道 : 187.3 km（宮崎県 88.2 km、鹿児島県 99.0 km）[6][注釈 5]
  - 旧道 : なし[6][注釈 5]
  - 新道 : なし[6][注釈 5]
- 指定区間：宮崎市橘通東三丁目125番 - 霧島市国分敷根字松崎143番1（全線）[7]

## 歴史
1953年（昭和28年）に道路法（昭和27年法律第180号）に基づく二級国道として初回指定された路線のひとつである。『鹿屋市史 上巻（改訂版）』に掲載された地図によると、少なくとも中世までには現在の国道220号とほぼ同地点を経由する道路が開設されていたことがうかがえる。
江戸時代、伊東氏飫肥藩が現在の日南市から宮崎市方面へ向かう道路として、現在の国道220号に相当する「鵜戸街道」よりも山越えながらも直線的に結ばれていた「飫肥街道」（現在の宮崎県道27号宮崎北郷線など）を主に使用していた。これは鵜戸街道が「七浦七峠」と呼ばれるほどの難所であったことが関係している。鹿屋 - 串良間は「串良街道」として知られており、松並木が植え付けられていた。

### 年表
- 1886年（明治19年） - 1892年（明治25年） - 鹿屋 - 垂水間の県道の工事を開始。1890年（明治23年）に鹿屋 - 志布志間が開通し、1892年（明治25年）に全通した。当時は加治木 - 垂水間（志布志・鹿屋経由）の県道の一部区間（その他の区間は現在の国道10号・鹿児島県道63号志布志福山線に相当）。
- 1935年（昭和10年） - 鹿屋 - 古江間が昭和天皇の吾平山上陵参拝の行幸道路となったことに伴い、大幅に改修。
- 1939年（昭和14年） - 鹿屋 - 古江間の舗装工事を開始（翌1940年（昭和15年）3月に完成）。
- 1953年（昭和28年）5月18日 - 二級国道220号宮崎福山線（宮崎市 - 鹿児島県姶良郡敷根村）として指定施行[8]。路線名の福山は敷根村に隣接する福山町（現 霧島市）のことで、当時の終点は福山町との境界線上の亀割峠にあった。
- 1960年（昭和35年）6月20日 - 敷根村が国分市と合併したため、二級国道220号宮崎国分線（宮崎市 - 国分市[注釈 3]）として指定施行[9]。
- 1965年（昭和40年）4月1日 - 道路法改正により一級・二級区分が廃止されて一般国道220号として指定施行[5]。
- 1966年（昭和41年） - 管理を建設省（当時）に移管する（全線が指定区間となる）。
- 1978年（昭和53年）度 - 改良舗装率が100 %となる。
- 1979年（昭和54年）9月12日 - 宮崎南バイパスが全線開通。旧道は宮崎県道367号中村木崎線となる。
- 1992年（平成4年）3月25日 - 鹿屋バイパスが全線開通。旧道は国道269号や鹿児島県道68号鹿屋吾平佐多線、鹿児島県道550号鹿屋環状線などとなる。
- 2005年（平成17年） - 青島バイパスが全線開通。旧道は2006年（平成28年）3月31日に宮崎県道377号内海加江田線となる[10]。
- 2016年（平成28年）
  - 3月8日 - 東九州自動車道の未事業化区間（日南 - 志布志間）のうち、日南IC - 油津IC間（3.2 km）と夏井IC - 志布志IC間（3.7 km）が国道220号「日南・志布志道路」（東九州自動車道に並行する一般国道自動車専用道路）として事業化されることが決定[11]。
  - 9月2日 - 日南IC（仮称）の正式名称が「日南東郷IC」に決定[12]。
- 2020年（令和2年）4月26日 - 伊比井潮風トンネルが開通[13][14]。
- 2021年（令和3年）3月30日 - 亀割峠防災（鹿児島県霧島市福山町福山 - 国分敷根）が事業化[15]。

## 路線状況
宮崎南バイパス区間は、清武町方面（国道269号）や宮崎空港方面（国道220号バイパス）からの通行車が合流し交通が集中することから、宮崎県内で最も交通量の多い区間のひとつとなっており、慢性的な渋滞が発生している。この対策として2008年（平成20年）7月末に、国道10号へ接続する国道269号のバイパス道路（加納バイパス）が完成した。また、宮崎IC（宮崎自動車道）から宮崎県総合運動公園までは、信号機がほとんど設置されておらず、道路の走りやすさマップでは最高ランクの「S」と認定されている。
宮崎市 - 鹿屋市間を同じく結ぶ国道269号と平行するが、内陸の都城市を経由する国道269号に対し、日南海岸沿いを走る本路線のほうが、距離、所要時間ともに長い。日南海岸沿いの区間は、異常気象時にたびたび交通規制がなされる。
鹿屋市内は鹿屋バイパスによって中心市街地を避ける形で通過し、バイパスの一部区間には「ばら通り220」の別名がある。沿線にはロードサイド店舗が多数立地し、大隅半島で最も交通量の多い区間となった。
桜島口に接する鹿児島湾岸区間は、垂水市牛根境に異常気象時規制区間がある。同じく、鹿児島湾に面する垂水市牛根にある道の駅たるみずは、「全長60 mの足湯」がある観光新名所で知られる。

### 高規格幹線道路
- E78 日南・志布志道路 : 日南市 - 志布志市間。2016年（平成28年）に東九州自動車道に並行する一般国道自動車専用道路として事業化。供用時期は未定。
- E78 油津・夏井道路 : 日南市 - 志布志市間。2019年（平成31年）に東九州自動車道に並行する一般国道自動車専用道路として事業化。供用時期は未定。
- E78 南郷奈留道路 : 日南市 - 串間市間。2024年度（令和6年度）に東九州自動車道に並行する一般国道自動車専用道路として事業化。供用時期は未定。

### 別名

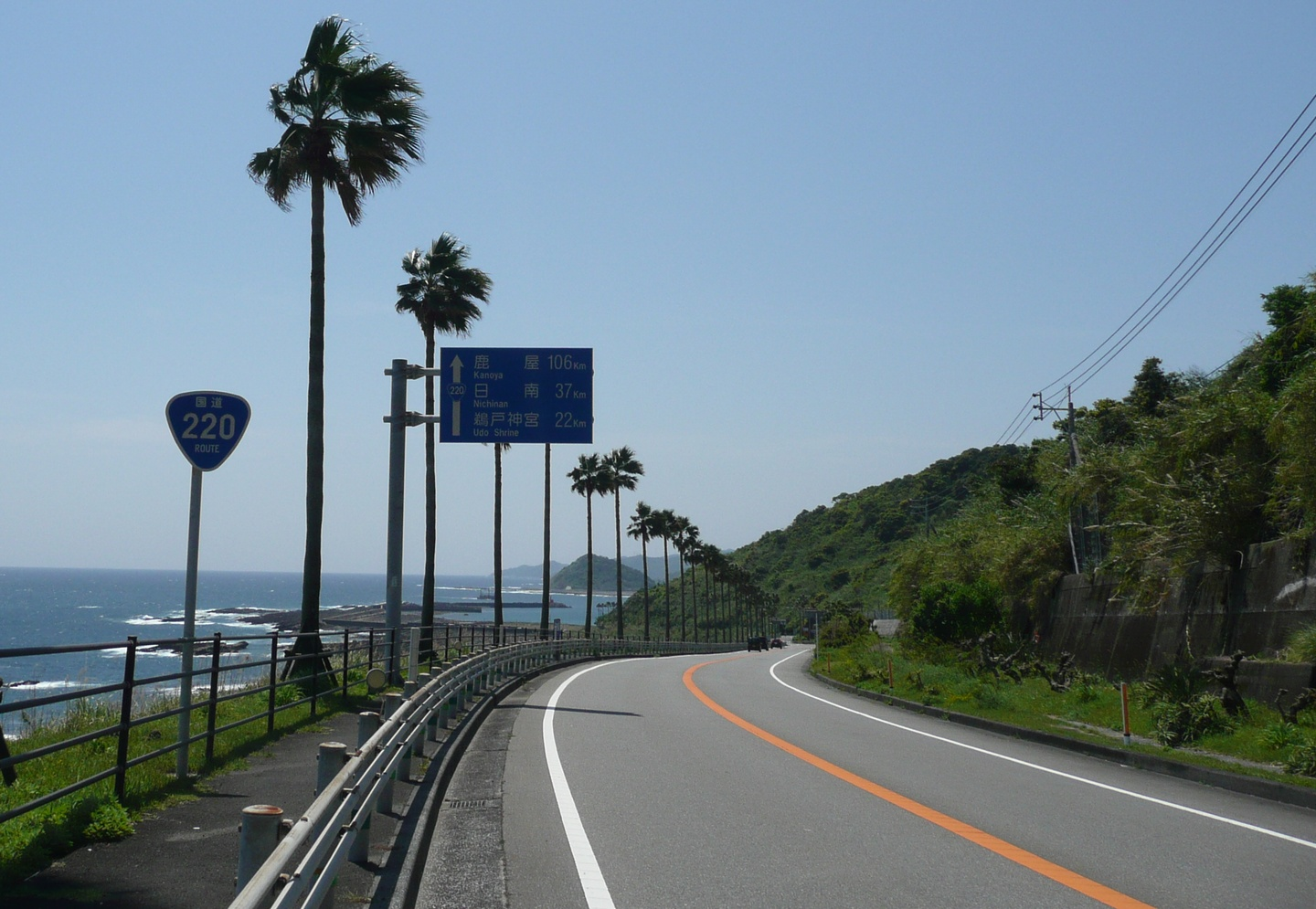
宮崎市内海（堀切峠）。都井岬まで続く日南海岸沿いの道路は、通称「日南フェニックスロード」という。日本の道100選。

- 日南フェニックスロード（にちなんフェニックスロード）
宮崎県宮崎市街から青島付近の堀切峠と日南市の国道220号と国道448号、宮崎県道36号都井岬線を経て、宮崎県最南端の串間市の都井岬に至る全長約85 kmある海岸沿い道路の愛称[19][20]。都井岬付近を除いた宮崎市堀切峠 - 日南市南郷町目井津間（約40 km）は国道220号に指定される区間であり[21]、1986年（昭和61年）8月10日に、旧建設省と「道の日」実行委員会により制定された「日本の道100選」に選定されている[22]。日南海岸沿いに走っており、青島や堀切峠、鵜戸神宮、油津といった南九州の代表的な観光名所が道沿いに集まっており、日南海岸国定公園のシンボルロードでもある[19][20]。沿道には亜熱帯植物が多く植えられ、愛称名のもとにもなっているフェニックスやビロウのほか、ワシントンヤシ（ワシントニアパーム）、リュウゼツラン、ポインセチア、コバノセンナなどが植生しており、黒潮で浸食された奇岩が多く、日本国の天然記念物に指定された波状岩がある海岸風景とあいまって、南国的な情緒が特徴的である[20][23]。3000本のソテツが自生する最南端の都井岬では、野生の馬である御崎馬が生息し、日南フェニックスロードまで出てくることもある[20]。かつて、宮崎市内では新婚旅行で馬に花嫁を乗せて日南海岸を通って鵜戸参りにゆく風習があったといわれ[19]、日本全国からも多くの新婚カップルが新婚旅行で訪れる地で盛況を見せたことがあるところから、ハネムーン街道ともよばれている[21]。
- 鵜戸街道（うどかいどう）
国道220号のうち、宮崎市から日南市にかけての区間の別称。かつて、洞窟の社がある鵜戸神宮へ詣でる人が盛んに往来したことからよばれたものである[19]。快適なドライブルートとして日南フェニックスロードが整備される以前は、日南海岸の断崖絶壁を行く危険な道で、「日向七浦七峠」ともよばれていた[19]。

### バイパス
- 宮崎南バイパス：宮崎市。1979年に全通、暫定4車線。
- 青島バイパス：宮崎市。2005年に全通、暫定2車線。堀切峠トンネルの内容も含む。
- 鹿屋バイパス：鹿屋市（起点は肝付町）。1992年に全通、郷之原トンネル交差点以西は2車線、以東は4車線。
- 古江バイパス：鹿屋市 - 垂水市間。2008年に一部区間が開通、2車線。

### 重複区間
- 国道448号（宮崎県宮崎市橘通西3丁目・橘通3丁目交差点（起点） - 日南市南郷町東町・南郷駅前交差点）
- 国道448号（宮崎県串間市大字西方・串間駅前交差点 - 鹿児島県曽於郡大崎町菱田）

### 道路施設

#### 橋梁
起点から
- 宮崎県
  - 橘橋（大淀川、宮崎市）
  - 両国橋（八重川、宮崎市）
  - 蠣原（かきはら）橋（蠣原川、宮崎市）
  - 木崎大橋（清武川、宮崎市）
  - 鵜木橋（加江田川、宮崎市）
  - 風田橋（風田川、日南市）
  - 広渡大橋（広渡川、日南市）
  - 港大橋（堀川、日南市）
  - 細田橋（細田川、日南市）
  - 上町橋（福島川、串間市）
  - 今町橋（善田川、串間市）
- 鹿児島県
  - 権現橋（前川、志布志市）
  - 菱田橋（菱田川、志布志市）
  - 田原橋（田原川、曽於郡大崎町）
  - 串良橋（串良川、肝属郡東串良町 - 鹿屋市）
  - 新甫木橋（甫木川、鹿屋市）
  - 新中山橋（中山川、鹿屋市）
  - 鹿屋大橋（国道504号・肝属川、鹿屋市）
  - 河崎橋（河崎川、垂水市）
  - 早咲大橋（垂水市）
  - 牛根大橋（垂水市）

#### トンネル
起点から
- 宮崎県
  - 青島トンネル：延長284 m 、2005年（平成17年）竣工、宮崎市
  - 堀切峠トンネル：延長1489 m、2008年（平成20年）竣工、宮崎市
  - 伊比井潮風トンネル：延長724 m、2020年（令和2年）竣工、日南市
  - 日南富士トンネル：延長1,386 m、2000年（平成12年）竣工、日南市
  - 宮浦トンネル：延長306 m、1994年（平成6年）竣工、日南市
  - 新鵜戸（しんうど）トンネル：延長875 m、1991年（平成3年）竣工、日南市
  - 日南トンネル：延長404 m、1970年頃　竣工[要出典]、日南市
  - 高松トンネル：延長148 m、1970年代前半　竣工[要出典]、串間市
- 鹿児島県
  - 郷之原トンネル：延長660 m、1992年（平成4年）竣工、鹿屋市
  - 海潟トンネル（上り線）：延長93 m、1965年（昭和40年）竣工、垂水市
  - 新海潟トンネル（下り線）：延長151 m、2014年（平成26年）竣工、垂水市

#### 道の駅
- 宮崎県
  - くしま（串間市）
- 鹿児島県
  - くにの松原おおさき（曽於郡大崎町）
  - たるみずはまびら（垂水市）
  - たるみず（垂水市）

### 事前通行規制区間
4の事前通行規制区間が設定されている。
| 都道府県名 | 区間                        | 延長    | 規制内容                             | 備考                                           |
| ---------- | --------------------------- | ------- | ------------------------------------ | ---------------------------------------------- |
| 宮崎県     | 宮崎市折生迫 - 宮崎市内海   | 02.9 km | 連続雨量が170 mmに達した場合通行止。 | 旧道（堀切峠・道の駅フェニックス区間）のみ。   |
| 宮崎県     | 宮崎市小内海 - 日南市富土   | 04.5 km | 連続雨量が170 mmに達した場合通行止。 | 山岳ルートの宮崎県道28号日南高岡線で迂回可能。 |
| 宮崎県     | 日南市宮浦 - 日南市風田     | 11.2 km | 連続雨量が170 mmに達した場合通行止。 | 山岳ルートの宮崎県道28号日南高岡線で迂回可能。 |
| 鹿児島県   | 垂水市牛根境 - 垂水市牛根境 | 03.8 km | 連続雨量が200 mmに達した場合通行止。 |                                                |

## 地理
日南海岸国定公園にも指定された日南海岸沿いの「日南海岸ロードパーク」（日南フェニックスロード）区間では、変化に富んだ海岸線に沿ってヤシの並木や亜熱帯性の植物が多く、南国ムードを感じながら独特の海岸美を眺められるドライブルートでも知られる。沿線に観光名所も多く、美しい海岸線で知られる堀切峠、隆起海床と奇形波蝕痕で「鬼の洗濯板」の異名で知られる奇勝の青島や、日向灘の断崖絶壁の海食洞の中に本殿が鎮座する鵜戸神宮がある。国道220号が走る標高62 mの堀切峠は、国土地理院の地形図に記載のある峠のなかでは日本一低い場所にあることでも知られている。一方、西の牛根大橋の区間では、わずかながらも桜島（鹿児島市）を通過する。

### 通過する自治体
- 宮崎県
  - 宮崎市 - 日南市 - 串間市
- 鹿児島県
  - 志布志市 - 曽於郡大崎町 - 肝属郡東串良町 - 鹿屋市 - 肝属郡肝付町 - 鹿屋市 - 垂水市 - 鹿児島市 - 垂水市 - 霧島市

### 交差する道路
| 交差する道路                                                                           | 都道府県名 | 市町村名 | 市町村名 | 交差する場所        | 交差する場所           |
| -------------------------------------------------------------------------------------- | ---------- | -------- | -------- | ------------------- | ---------------------- |
| 国道10号 国道269号 国道448号 重複区間起点 宮崎県道25号宮崎停車場線                     | 宮崎県     | 宮崎市   | 宮崎市   | 橘通西3丁目         | 橘通3丁目交差点 / 起点 |
| 宮崎県道11号宮崎島之内線                                                               | 宮崎県     | 宮崎市   | 宮崎市   | 橘通東1丁目         | 県庁前交差点           |
| 宮崎県道26号宮崎須木線                                                                 | 宮崎県     | 宮崎市   | 宮崎市   | 橘通西1丁目         | 市役所前交差点         |
| 宮崎県道17号南俣宮崎線                                                                 | 宮崎県     | 宮崎市   | 宮崎市   | 中村西2丁目         |                        |
| 宮崎県道9号宮崎西環状線 宮崎県道347号南宮崎停車場線 宮崎県道367号中村木崎線            | 宮崎県     | 宮崎市   | 宮崎市   | 中村西3丁目         |                        |
| 宮崎県道27号宮崎北郷線                                                                 | 宮崎県     | 宮崎市   | 宮崎市   | 源藤町葉山          | 源藤交差点             |
| E10 宮崎自動車道・E98 一ツ葉有料道路                                                   | 宮崎県     | 宮崎市   | 宮崎市   | 大字郡司分          | 5 宮崎IC               |
| 宮崎県道337号城ヶ崎清武線                                                              | 宮崎県     | 宮崎市   | 宮崎市   | 大字本郷北方        | [ 注釈 6 ]             |
| 宮崎県道375号学園木花台本郷北方線                                                      | 宮崎県     | 宮崎市   | 宮崎市   | 大字本郷北方        |                        |
| 宮崎県道367号中村木崎線                                                                | 宮崎県     | 宮崎市   | 宮崎市   | 大字本郷南方        | 本郷ランプ交差点       |
| 宮崎県道52号宮崎空港線                                                                 | 宮崎県     | 宮崎市   | 宮崎市   | 大字本郷南方        | 空港ランプ交差点       |
| 宮崎県道367号中村木崎線                                                                | 宮崎県     | 宮崎市   | 宮崎市   | 大字熊野            | 宮崎市熊野交差点       |
| 宮崎県道367号中村木崎線                                                                | 宮崎県     | 宮崎市   | 宮崎市   | 大字熊野            |                        |
| 宮崎県道376号学園木花台加江田線 宮崎県道377号内海加江田線                              | 宮崎県     | 宮崎市   | 宮崎市   | 大字加江田          |                        |
| 宮崎県道377号内海加江田線 重複区間起点                                                 | 宮崎県     | 宮崎市   | 宮崎市   | 大字折生迫          |                        |
| 宮崎県道377号内海加江田線 重複区間終点                                                 | 宮崎県     | 宮崎市   | 宮崎市   | 大字折生迫          |                        |
| 宮崎県道377号内海加江田線                                                              | 宮崎県     | 宮崎市   | 宮崎市   | 大字内海            |                        |
| 宮崎県道433号鵜戸神宮線                                                                | 宮崎県     | 日南市   | 日南市   | 宮浦                |                        |
| 宮崎県道434号風田星倉線                                                                | 宮崎県     | 日南市   | 日南市   | 大字風田            | 風田交差点             |
| 宮崎県道435号益安平山線                                                                | 宮崎県     | 日南市   | 日南市   | 大字平山            | 平山交差点             |
| 国道222号                                                                              | 宮崎県     | 日南市   | 日南市   | 春日町              |                        |
| 宮崎県道35号油津港線                                                                   | 宮崎県     | 日南市   | 日南市   | 油津2丁目           | 油津港入口交差点       |
| 宮崎県道443号仏坂大堂津線                                                              | 宮崎県     | 日南市   | 日南市   | 大堂津3丁目         | 大堂津駅前交差点       |
| 宮崎県道448号目井津港線                                                                | 宮崎県     | 日南市   | 日南市   | 南郷町中村乙        | 目井津港入口交差点     |
| 国道448号 重複区間終点                                                                 | 宮崎県     | 日南市   | 日南市   | 南郷町東町          | 南郷駅前交差点         |
| 宮崎県道438号北方南郷線                                                                | 宮崎県     | 日南市   | 日南市   | 南郷町南町          | 南町交差点             |
| 宮崎県道436号日南南郷線                                                                | 宮崎県     | 日南市   | 日南市   | 南郷町中村甲        | 南郷町中村甲交差点     |
| 宮崎県道446号榎原停車場線                                                              | 宮崎県     | 日南市   | 日南市   | 南郷町榎原甲        |                        |
| 宮崎県道54号酒谷榎原線                                                                 | 宮崎県     | 日南市   | 日南市   | 南郷町榎原甲        |                        |
| 宮崎県道34号都城串間線                                                                 | 宮崎県     | 串間市   | 串間市   | 大字奈留            | 大束新町交差点         |
| 宮崎県道438号北方南郷線                                                                | 宮崎県     | 串間市   | 串間市   | 大字串間            | 秋山岐れ交差点         |
| 宮崎県道48号市木串間線                                                                 | 宮崎県     | 串間市   | 串間市   | 大字串間            | 日向北方駅前交差点     |
| 宮崎県道441号一氏西方線                                                                | 宮崎県     | 串間市   | 串間市   | 大字西方            | 上郡元交差点           |
| 国道448号 重複区間起点 鹿児島県道・宮崎県道112号今別府串間線 宮崎県道447号串間停車場線 | 宮崎県     | 串間市   | 串間市   | 大字西方            | 串間駅前交差点         |
| 宮崎県道454号都井西方線                                                                | 宮崎県     | 串間市   | 串間市   | 西浜2丁目           | 寺里交差点             |
| 宮崎県道449号福島港線                                                                  | 宮崎県     | 串間市   | 串間市   | 大字西方            | 今町交差点             |
| 鹿児島県道65号南之郷志布志線                                                           | 鹿児島県   | 志布志市 | 志布志市 | 志布志町帖          |                        |
| 宮崎県道・鹿児島県道3号日南志布志線 鹿児島県道507号志布志港線                          | 鹿児島県   | 志布志市 | 志布志市 | 志布志町帖          | 権現橋交差点           |
| 鹿児島県道63号志布志福山線                                                             | 鹿児島県   | 志布志市 | 志布志市 | 志布志町志布志2丁目 | 関屋口交差点           |
| 鹿児島県道508号志布志停車場線                                                          | 鹿児島県   | 志布志市 | 志布志市 | 志布志町志布志3丁目 | 郵便局前交差点         |
| 鹿児島県道63号志布志福山線 / 都城志布志道路                                            | 鹿児島県   | 志布志市 | 志布志市 | 志布志町安楽        |                        |
| 国道448号 重複区間終点                                                                 | 鹿児島県   | 曽於郡   | 大崎町   | 菱田                |                        |
| 鹿児島県道513号宮ヶ原大崎線                                                            | 鹿児島県   | 曽於郡   | 大崎町   | 菱田                | 菱田小学校前交差点     |
| 鹿児島県道512号東原大崎線                                                              | 鹿児島県   | 曽於郡   | 大崎町   | 假宿                | 大崎上町交差点         |
| 鹿児島県道64号大崎輝北線                                                               | 鹿児島県   | 曽於郡   | 大崎町   | 假宿                | 三文字駅交差点         |
| 鹿児島県道520号永吉高山線                                                              | 鹿児島県   | 曽於郡   | 大崎町   | 永吉                | 木入道交差点           |
| 鹿児島県道541号柏原池之原線                                                            | 鹿児島県   | 肝属郡   | 東串良町 | 岩弘                |                        |
| 鹿児島県道519号黒石串良線                                                              | 鹿児島県   | 肝属郡   | 東串良町 | 岩弘                | [ 注釈 7 ]             |
| 鹿児島県道73号鹿屋高山串良線                                                           | 鹿児島県   | 鹿屋市   | 鹿屋市   | 串良町有里          | 宮下交差点             |
| 鹿児島県道67号高隈串良線                                                               | 鹿児島県   | 鹿屋市   | 鹿屋市   | 串良町有里          | 緑ケ丘交差点           |
| 鹿児島県道68号鹿屋吾平佐多線                                                           | 鹿児島県   | 肝属郡   | 肝付町   | 富山                | 笠野交差点             |
| 鹿児島県道550号鹿屋環状線 重複区間起点                                                 | 鹿児島県   | 鹿屋市   | 鹿屋市   | 笠之原町            |                        |
| 大隅縦貫道（串良鹿屋道路） 鹿児島県道550号鹿屋環状線 重複区間終点                      | 鹿児島県   | 鹿屋市   | 鹿屋市   | 笠之原町            | 笠之原IC               |
| 国道269号                                                                              | 鹿児島県   | 鹿屋市   | 鹿屋市   | 札元2丁目           | 札元269交差点          |
| 鹿児島県道553号下高隈川東線                                                            | 鹿児島県   | 鹿屋市   | 鹿屋市   | 札元2丁目           | 鹿屋市札元二丁目交差点 |
| 国道504号                                                                              | 鹿児島県   | 鹿屋市   | 鹿屋市   | 下祓川町            | [ 注釈 8 ]             |
| 鹿児島県道550号鹿屋環状線                                                              | 鹿児島県   | 鹿屋市   | 鹿屋市   | 郷之原町            | 郷之原トンネル交差点   |
| 国道220号 / 古江バイパス                                                               | 鹿児島県   | 鹿屋市   | 鹿屋市   | 古里町              | 鹿屋市古里町交差点     |
| 鹿児島県道68号鹿屋吾平佐多線 鹿児島県道535号鹿屋港線                                   | 鹿児島県   | 鹿屋市   | 鹿屋市   | 古江町              | 古江町交差点           |
| 国道220号 / 古江バイパス                                                               | 鹿児島県   | 垂水市   | 垂水市   | 新城                | まさかり交差点         |
| 鹿児島県道71号垂水南之郷線 鹿児島県道534号垂水港線                                     | 鹿児島県   | 垂水市   | 垂水市   | 本町                | 市役所前交差点         |
| 国道224号                                                                              | 鹿児島県   | 垂水市   | 垂水市   | 海潟                | 桜島口交差点           |
| 鹿児島県道26号桜島港黒神線                                                             | 鹿児島県   | 鹿児島市 | 鹿児島市 | 黒神町              |                        |
| 鹿児島県道72号垂水大崎線                                                               | 鹿児島県   | 垂水市   | 垂水市   | 二川                | 牛根交差点             |
| 鹿児島県道479号国師境線                                                                | 鹿児島県   | 垂水市   | 垂水市   | 牛根境              |                        |
| 鹿児島県道478号比曽木野福山港線                                                        | 鹿児島県   | 霧島市   | 霧島市   | 福山町福山          |                        |
| 鹿児島県道472号日当山敷根線                                                            | 鹿児島県   | 霧島市   | 霧島市   | 国分敷根            |                        |
| 国道10号                                                                               | 鹿児島県   | 霧島市   | 霧島市   | 国分敷根            | 国分敷根交差点 / 終点  |

### 交差する鉄道
- 日豊本線
- 日南線